# Cimetière de l'Orée de la Forêt
De Cimetière de l'Orée de la Forêt is een militaire begraafplaats met Franse gesneuvelden uit de Eerste Wereldoorlog, gelegen in het Belgische dorp Rossignol in de gemeente Tintigny. De begraafplaats ligt zo'n anderhalve kilometer ten noorden van het dorpscentrum, langs de weg naar Neufchâteau (N801), aan de rand (in het Frans: orée) van een uitgestrekt bos.
Op de begraafplaats zijn 2500 gesneuvelde Franse militairen begraven waarvan 121 soldaten met een individueel grafsteen en 2379 onbekende Franse soldaten in twee ossuaria.

## Geschiedenis
Tijdens de Slag om Rossignol een onderdeel van de Slag der Grenzen was er in deze buurt op 22 augustus 1914 een confrontatie tussen de Franse koloniale troepen en twee Duitse infanteriedivisies waarbij 7000 Franse soldaten sneuvelden.  De meeste militairen werden na de slag begraven op de plaats waar ze gesneuveld waren.  In 1917 werd door de Duitse bezetter de eerste militaire begraafplaatsen aangelegd waaronder deze begraafplaats, het kleinere Cimetière du Plateau en een verdwenen begraafplaats langs de weg naar Marbehan. Bij de plechtige opening lagen hier 635 soldaten waarvan 408 Franse soldaten (voornamelijk van het 2e koloniale regiment) en 227 Duitse soldaten. Omdat de Duitse overheid de begraafplaatsen wou hergroeperen werd in 1934 de stoffelijke overschotten opgegraven en overgebracht naar de Duitse militaire begraafplaats van Saint Vincent. Ook de Franse overheid hergroepeerde verschillende kleinere begraafplaatsen en daarbij werden hier twee massagraven opgericht.
De begraafplaats werd in 1989 als site beschermd. 

## Ontwerp
Het ontwerp is geïnspireerd op het grondplan van een kerk en moest een natuurlijke kathedraal worden waarbij bomen de zuilen voorstelden en het bladerdak het dak. Bij een zware storm in 1989 werden de bomen geveld en daarna verwijderd.
Het hoofdmonument is ontworpen door de architecten Henri Lacoste en Louis Madeline.
Centraal op de begraafplaats staat een monument voor de Franse schrijver Ernest Psichari, die hier sneuvelde, kleinzoon van Ernest Renan.

## Andere monumenten nabij
- monument Koloniale troepen
- monument Franse 4e infanterie regiment
- monument Jules Cozier